# نهر كروفورد
نهر كروفورد(بالإنجليزية: Crawford River)‏ هو نهر يوجد بولاية نيوساوث ويلز, أستراليا.